# Cole Sprouse
Cole Michael Sprouse és un actor estatunidenc, germà bessó de Dylan Sprouse i fill de Matthew i Melanie Sprouse. Va néixer el 4 d'agost de 1992 a Arezzo (Itàlia) i als pocs mesos es va traslladar a Califòrnia (Estats Units).
Des de molt petits ell i el seu germà van començar a actuar per recomanació de la seva àvia, qui els veia un gran talent. Cole debuta en televisió juntament amb el seu germà Dylan, amb un paper secundari en Grace Under Fire, que després seria la porta perquè després es consagrés com estrella a l'obtenir el paper protagonista juntament amb Adam Sandler en la pel·lícula Un pare genial, on interpretava a un petit fill adoptat cridat Julian 'Frankenstein' McGrath. Després de l'èxit obtingut per la pel·lícula, la seva carrera continuaria al fer un paper en la pel·lícula anomenada La cara del terror (The Astronaut's Wife) on actuava al costat de Johnny Depp i Charlize Theron.
Durant els anys 2000-2002 Dylan, juntament amb el seu germà, va fer nombroses sortides per les NBC sèries. Mentre Cole cap al paper de Ben Geller, el fill de Ross Geller en Friends, Dylan va estar present en totes les filmacions acompanyant al seu germà. També en el 2002, van aparèixer en una pel·lícula titulada El Mestre de la Disfressa (2002), i més tard van fer una al costat d'Àsia Argento, anomenada The Heart is Deceitful Above All things.
Més tard, van tenir la seva pròpia sèrie de Disney Channel, Zack i Cody: Bessons en Acció interpretant a Cody Martin, fill de Carey Martin i germà bessó de Zack Martin (interpretat pel seu germà Dylan).
El Cole Sprouse va estudiar en la Universitat de Nova York junt amb el seu germà (Dylan Sprouse).
És protagonista en una sèrie de televisió anomenada Riverdale, on interpreta a Jughead Jones.

## Filmografia
| Year | Title                                             | Role                      | Notes                       | Ref.   |
| ---- | ------------------------------------------------- | ------------------------- | --------------------------- | ------ |
| 1999 | Un pare genial                                    | Julian McGrath            |                             | [ 1 ]  |
| 1999 | La cara del terror                                | Twin                      |                             | [ 1 ]  |
| 2001 | Diary of a Sex Addict                             | Sammy Jr.                 | Direct-to-video film        | [ 2 ]  |
| 2001 | I Saw Mommy Kissing Santa Claus                   | Justin Carver             |                             | [ 3 ]  |
| 2002 | The Master of Disguise                            | Young Pistachio Disguisey |                             | [ 4 ]  |
| 2002 | Eight Crazy Nights                                | KB Toys soldier           | Voice                       | [ 4 ]  |
| 2003 | Apple Jack                                        | Jack Pyne                 | Short film                  | [ 5 ]  |
| 2003 | Just for Kicks                                    | Cole Martin               | Direct-to-video film        | [ 6 ]  |
| 2004 | The Heart Is Deceitful Above All Things           | Older Jeremiah            |                             | [ 7 ]  |
| 2006 | Holidaze: The Christmas That Almost Didn't Happen | Kid                       | Voice; direct-to-video film | [ 8 ]  |
| 2007 | A Modern Twain Story: The Prince and the Pauper   | Eddie Tudor               |                             | [ 9 ]  |
| 2008 | The Kings of Appletown                            | Clayton                   |                             | [ 4 ]  |
| 2010 | Kung Fu Magoo                                     | Brad Landry               | Direct-to-video film        | [ 10 ] |
| 2019 | Five Feet Apart                                   | Will Newman               |                             | [ 11 ] |
| 2022 | Moonshot                                          |                           |                             |        |